# Heinäsaaret (ö i Norra Karelen, Joensuu, lat 63,10, long 28,83)
Heinäsaaret är en ö i Finland.   Den ligger i kommunen Juga i den ekonomiska regionen  Joensuu ekonomiska region  och landskapet Norra Karelen, i den centrala delen av landet, 400 km nordost om huvudstaden Helsingfors.